# Agullo Éditions
Agullo Éditions est une maison d'édition française créée en 2016 et basée à Villenave-d'Ornon. Elle se spécialise notamment dans les littératures du continent européen.

## Présentation
Nadège Agullo (d), auparavant chez Carlton Publishing Group (en) et cofondatrice des éditions Mirobole, fonde les éditions Agullo avec pour associés Sébastien Wespiser (d) (libraire), Estelle Flory (éditrice de littérature étrangère) et Sean Habig (d) (graphiste, brand architect). La maison se propose d'éclairer le continent européen à travers deux collections : Agullo Fiction (littérature générale et fantastique) et Agullo Noir (polars).

## Catalogue
La maison publie principalement des auteurs étrangers. S'ils sont méconnus en France, ce n'est pas le cas dans leurs pays d'origine. Ils viennent du monde entier (Italie, États-Unis, Portugal, Bangladesh), et nombreux sont natifs de l'Europe de l'Est (Roumanie), notamment de l'ex bloc soviétique (Moldavie, Lituanie, Pologne, Russie). On peut ainsi citer S. G. Browne, Jaroslav Melnik, Joe Meno, Magdalena Parys, Anna Starobinets, Valerio Varesi.
Les éditions Agullo se décrivent comme « le porte voix d'auteurs d'ici et d'ailleurs qui expriment et partagent leurs histoires, leur culture, leurs joies, leurs espoirs et par-dessus tout, leur humanité.»

## Publications
- Le Fleuve des brumes (Il fiume delle nebbie), de Valerio Varesi, traduit de l'italien par Sarah Amrani, Agullo Noir, 2016.
- Spada, de Bogdan Teodorescu (ro), traduit du roumain par Jean-Louis Courriol, Agullo Noir, 2016.
- Refuge 3/9 (Убежище 3/9), d'Anna Starobinets, traduit du russe par Raphaëlle Pache, Agullo Fiction, 2016.
- La Destinée, la Mort et moi, comment j'ai conjuré le sort (Fated), de S.G. Browne, traduit de l'anglais (États-Unis) par Morgane Saysana, Agullo Fiction, 2016.
- L'Installation de la peur (A instalação do medo), de Rui Zink (pt), traduit du portugais par Maïra Muchnik, Agullo Fiction, 2016.
- Le Dernier Amour du lieutenant Petrescu (Последняя любовь лейтенанта Петреску), de Vladimir Lortchenkov, traduit du russe (Moldavie) par Raphaëlle Pache, Agullo Fiction, 2016.
- Le Blues de La Harpie (How the Hula Girl Sings), de Joe Meno, traduit de l'anglais (États-Unis) par Morgane Saysana, Agullo Fiction, 2017.
- L'Organisation (CЭ-2), de Maria Galina, traduit du russe par Raphaëlle Pache, Agullo Fiction, 2017.
- La Pension de la via Saffi (L'affittacamere), de Valerio Varesi, traduit de l'italien par Florence Rigollet, Agullo Noir, 2017.
- Bagdad, la grande évasion ! (Escape from Bagdad !), de Saad Z. Hossain (en), traduit de l'anglais (Bangladesh) par Jean-François Le Ruyet, Agullo Fiction, 2017.
- Pyromane (Podpalacz), de Wojciech Chmielarz, traduit du polonais par Érik Veaux (d), Agullo Noir, 2017.
- Espace Lointain (Tolima erdvė), de Jaroslav Melnik, traduit du lituanien par Margarita Le Borgne, Agullo Fiction, 2017.
- 188 mètres sous Berlin (Tunnel), de Magdalena Parys, traduit du polonais par Margot Carlier (d) et Caroline Raszka-Dewez (d), Agullo Noir, 2017.
- Héros secondaires (Less than Hero), de S. G. Browne, traduit de l'anglais (États-Unis) par Morgane Saysana, Agullo Fiction, 2017.
- Le Dernier rêve de la raison (Poslednii Son Razuma), de Dmitri Lipskerov (en), traduit du russe par Raphaëlle Pache, Agullo Fiction, 2018.
- Le dictateur qui ne voulait pas mourir (Dacic Parc), de Bogdan Teodorescu (ro), traduit du roumain par Jean-Louis Courriol, Agullo Fiction, 2018.
- Les Ombres de Montelupo (Le ombre di Montelupo), de Valerio Varesi, traduit de l'italien par Sarah Amrani, Agullo Noir, 2018.
- La Ferme aux poupées (Farma Lalek), de Wojciech Chmielarz, traduit du polonais par Érik Veaux, Agullo Noir, 2018.
- Prodiges et Miracles (Marvel and a Wonder), de Joe Meno, traduit de l'anglais (États-Unis) par Morgane Saysana, Agullo Fiction, 2018.
- La guerre est une ruse, de Frédéric Paulin, Agullo Noir, 2018, 369 p. avec un glossaire et une chronologie des évènements en Algérie.
- Bratislava 68, été brûlant (Horuce Leto), de Viliam Klimáček (sk), traduit du slovaque par Richard (d) et Lydia Palascak (d), Agullo Fiction, 2018.
- Le Magicien (Magik), de Magdalena Parys, traduit du polonais par Margot Carlier (d) et Caroline Raszka-Dewez (d), Agullo Noir, 2019.
- L'Outil et les papillons (O nyom i o babochkakh), de Dmitri Lipskerov (en), traduit du russe par Raphaëlle Pache, Agullo Fiction, 2019.
- Prémices de la chute, de Frédéric Paulin, Agullo Noir, 2019.
- Les mains vides (A mani vuote), de Valerio Varesi, traduit de l'italien par Florence Rigollet, Agullo Noir, 2019.
- La Colombienne (Przejęcie), de Wojciech Chmielarz, traduit du polonais par Érik Veaux, Agullo Noir, 2019

## Prix littéraires
- Prix Libr'à nous 2017, catégorie Imaginaire pour La Destinée, la Mort et moi, comment j'ai conjuré le sort, de S.G. Browne, traduit par Morgane Saysana[7].
- Prix Imaginales 2017, Meilleur roman étranger pour Refuge 3/9 d'Anna Starobinets, traduit par Raphaëlle Pache[8].
- Prix Violeta Negra 2017 pour Le Fleuve des brumes de Valerio Varesi, traduit par Sarah Amrani[9].
- Grand prix Utopiales 2017 pour L'Installation de la peur de Rui Zink (pt), traduit par Maïra Muchnik[10].
- Prix Libr'à nous 2018, catégorie Imaginaire pour Espace lointain de Jaroslav Melnik, traduit par Margarita Le Borgne[11],[12].
- Prix littéraire de la ville de Quimper 2018 pour 188 mètres sous Berlin de Magdalena Parys, traduit par Margot Carlier et Caroline Razska-Dewez[13].
- Prix European Science Fiction Society (en), catégorie Meilleur auteur pour Anna Starobinets[14].
- Prix Transfuge du meilleur polar étranger pour Prodiges et Miracles de Joe Meno, traduit par Morgane Saysana[15].
- Prix Étoile du Parisien 2019, catégorie meilleur polar pour La guerre est une ruse, de Frédéric Paulin[16].
- Grand prix du roman noir français du Festival international du film policier de Beaune 2019 pour La guerre est une ruse, de Frédéric Paulin[17].
- Prix des lecteurs Quais du polar/20 minutes 2019 pour La guerre est une ruse, de Frédéric Paulin[18].
- Prix Marguerite-Puhl-Demange 2019 pour La guerre est une ruse, de Frédéric Paulin[19].
- Prix du Roman noir historique 2019 pour La guerre est une ruse, de Frédéric Paulin.

- Prix Imaginales 2019, catégorie roman étranger pour Le Dernier rêve de la raison de Dmitri Lipskerov (en), traduit par Raphaëlle Pache[20].
- Prix Moussa-Konaté du roman policier francophone 2019 pour Prémices de la chute, de Frédéric Paulin.